# Анфиногенов, Артём Захарьевич
Артём Захарьевич Анфиногенов (11 мая 1924, Житомир — 7 мая 2011, Москва) — советский и российский писатель, автор произведений о Великой Отечественной войне, участником которой являлся.

## Биография
В армии с июня 1941 года. В 1942 году окончил Пермскую авиашколу пилотов.
Участник Великой Отечественной войны с 17 апреля 1943 года в должности лётчика 947-го штурмового авиационного полка. Воевал на Южном фронте. 27 июля 1943 года во время Миусской операции при выполнении боевого задания его самолёт Ил-2 был подбит истребителями противника и загорелся. Сумел дотянуть горящий самолёт до своей территории и посадить его на фюзеляж. Получил при этом сильные ожоги лица и рук.
После излечения был назначен пилотом авиаэскадрильи связи штаба 7-го штурмового авиационного корпуса. Выполнил 270 полётов (из них 17 — на линию фронта) на самолёте У-2 (По-2) для установления оперативной связи.
Добился возвращения на самолёты Ил-2 и вновь летал на боевые задания в качестве лётчика 947-го штурмового авиационного полка. Участвовал в освобождении Прибалтики и блокаде курляндской группировки противника. Закончил войну в звании лейтенанта.
В 1953 году окончил филологический факультет МГУ.
В 1993 году подписал «Письмо 42-х», о чем незадолго до своей смерти сожалел.
Член Союза писателей СССР (1961). Избирался секретарём правления Московского отделения СП РСФСР (1986) и СП СССР (август 1991), был рабочим секретарём Содружества Союзов писателей (январь 1992—1995). Член Президиума Международного Литфонда, входил в редакционный совет ежемесячника «Литературные листки» (с 1996).
Составитель сборников: «Выбор России — наш выбор», «Наш выбор — президент», «Три „да“ Президенту», «Что дальше? Россия после референдума» — все 1993 год.
Получал именную пенсию Президента РФ (с 1995).
Похоронен в Москве на Николо-Архангельском кладбище.

## Награды и признание
- орден Дружбы народов (10 мая 1994) — за заслуги в развитии отечественной культуры и многолетнюю активную общественную деятельность[6]
- орден Отечественной войны I степени (11 марта 1985)[7]
- орден Красной Звезды (23 марта 1945)[8]
- медали
- Премия журнала «Знамя» (1982)